# Ayuela
Ayuela, municipio y localidad española de la provincia de Palencia, comunidad autónoma de Castilla y León. Se encuentra ubicada a unos 80 km de la capital de la provincia.

## Geografía
Teodoro Fontecha, en su libro de 1999 "Ayuela de Valdavia: Un recuerdo nostálgico" recoge de forma bastante precisa algunos datos que nos ayudan a determinar los aspectos geográficos que caracterizan a esta comarca:

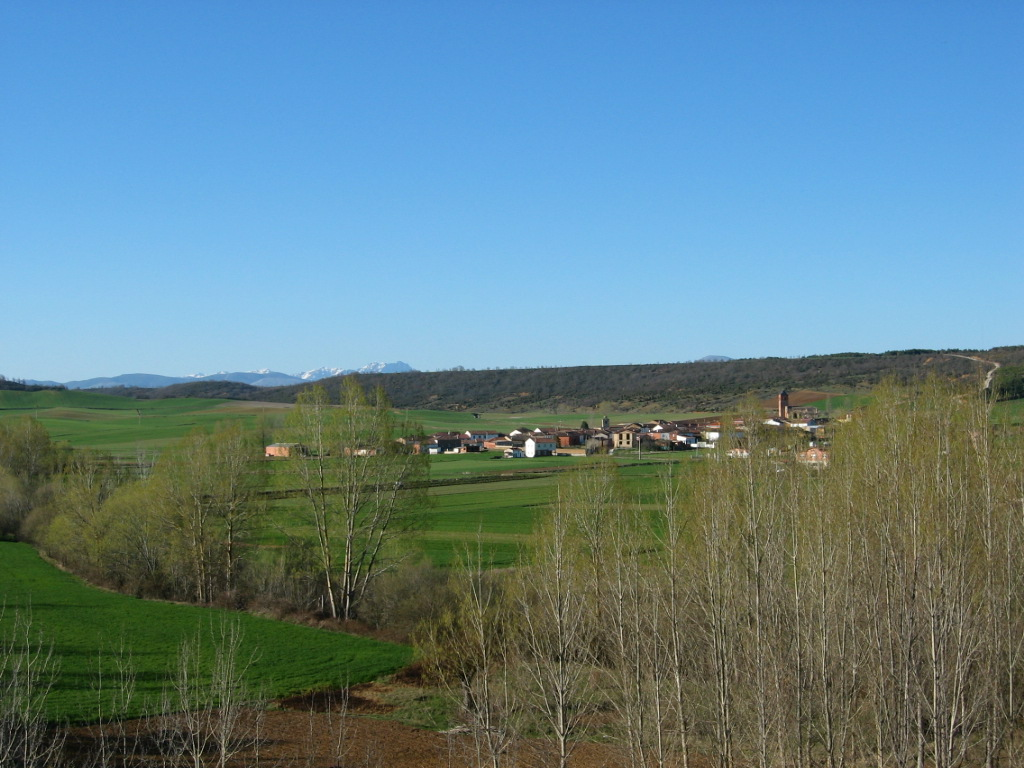
Ayuela y su entorno geográfico en el despertar de la primavera. Sembrados, monte bajo y páramos. Y al fondo, la Montaña Palentina nevada en la que se puede observar el Curavacas, el Espigüete y otros.

"El rasgo que mejor define el territorio del término municipal de Ayuela de Valdavia es su carácter semi-montañoso o de baja montaña.
Pertenece a la comarca valdaviesa y está dentro del triángulo que forman los significativos municipios de Cervera de Pisuerga, Guardo y Carrión. Es, sin embargo, con Saldaña la más cercana (17 km), con quien se encuentra más identificada y relacionada.
Ayuela está asentada en una pequeña elevación del terreno en la confluencia de sus dos principales valles : El Avión y El Valcuende. A ambos lados se encuentran las dos formaciones montañosas que la resguardan y protegen. De éstas merecen destacar por su altitud El Alto Cutral, La Manguilla y Páramo de Santa María por un lado, y por el otro La Majadilla, Cabezo Alto y Canalejo.
La superficie, no muy extensa, se reparte entre fincas de cultivo, praderas ya casi inexistentes, monte robledal, páramos cerealísticos y zonas de monte bajo y pinares."

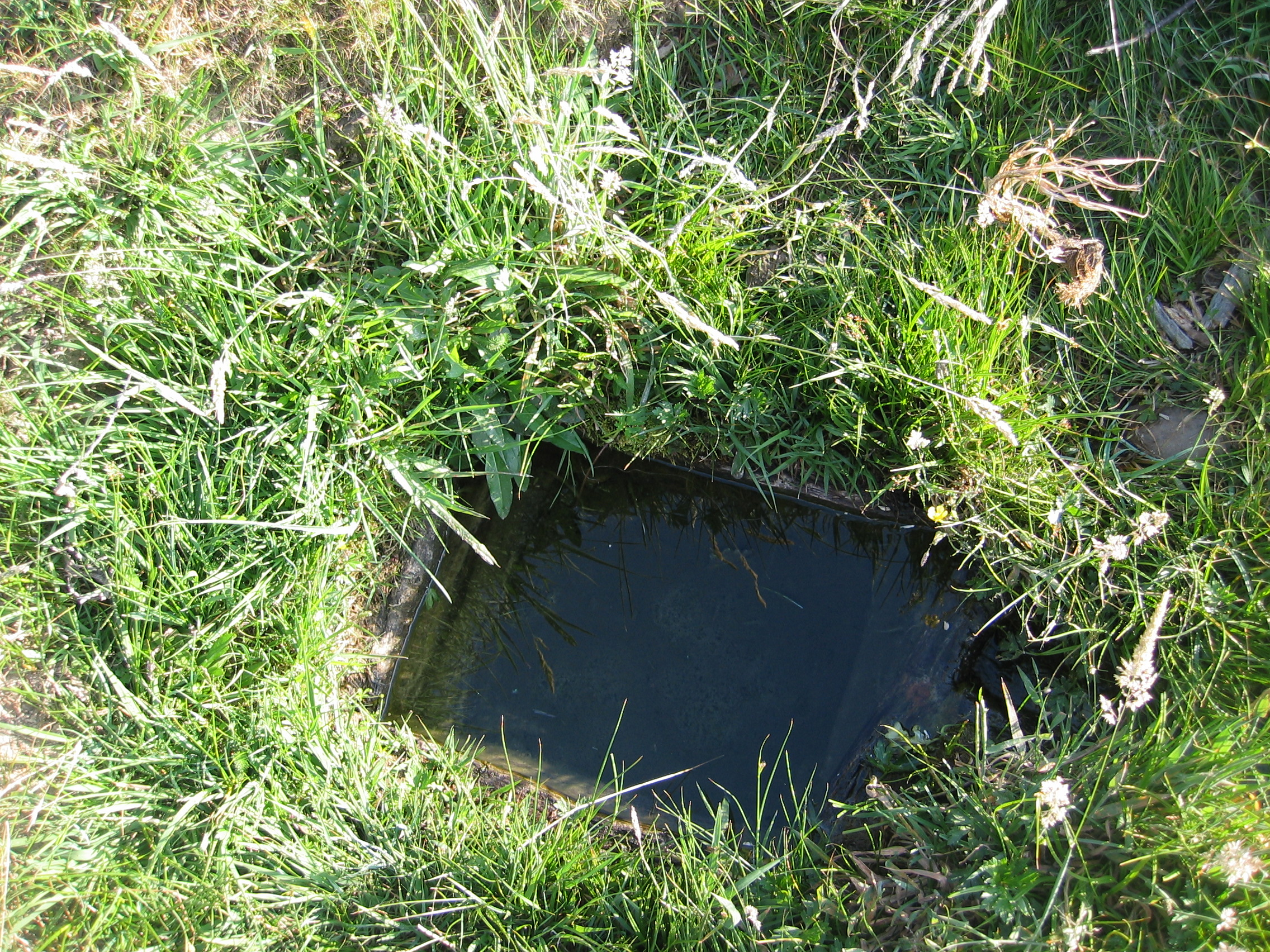
Fuente de la Majadilla

Ayuela de Valdavia y sus alrededores son una zona rica en acuíferos tal y como lo manifiestan sus muchas fuentes o manantiales cuyos nombres refrescan al caminante con su sola pronunciación: Presalacántara, Fuente Ciriel, El Concho, El Fresnedo, El Gatuñal, Bajitérmino, La Majadilla.... 

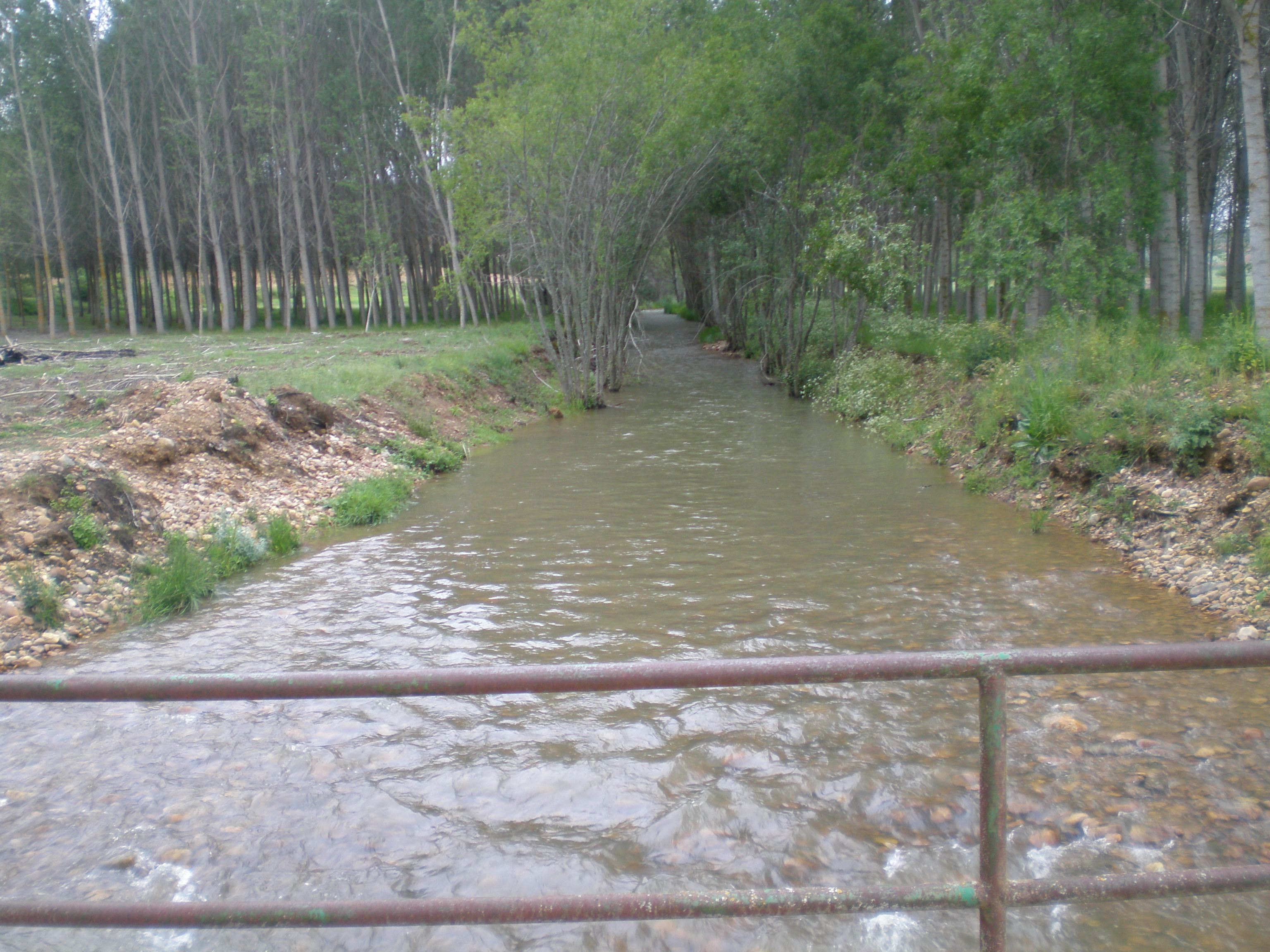
Crecida en el Río Avión

Su río principal, el Río Avión recibe su nombre a su paso por Tabanera una vez recogidas aguas de pequeños arroyos y lagunas escondidas en los bosques de pinos de los páramos. En Tabanera este río bebe en las aguas que manan de la fuente o manantial de Juan Pernal (aunque en algunos mapas oficiales aparece el nombre de Copernal). Ya en Ayuela su cauce se incrementa con el de otros arroyos menores como el de Valcuende. Cuando el río Avión llega a Renedo de Valdavia, sus aguas se funden con las del Río Valdavia que nace en las peñas del Brezo situadas en la falta sur de la Montaña Palentina. En Melgar de Fernamental (Burgos) pierde su nombre para integrarse en el Pisuerga.

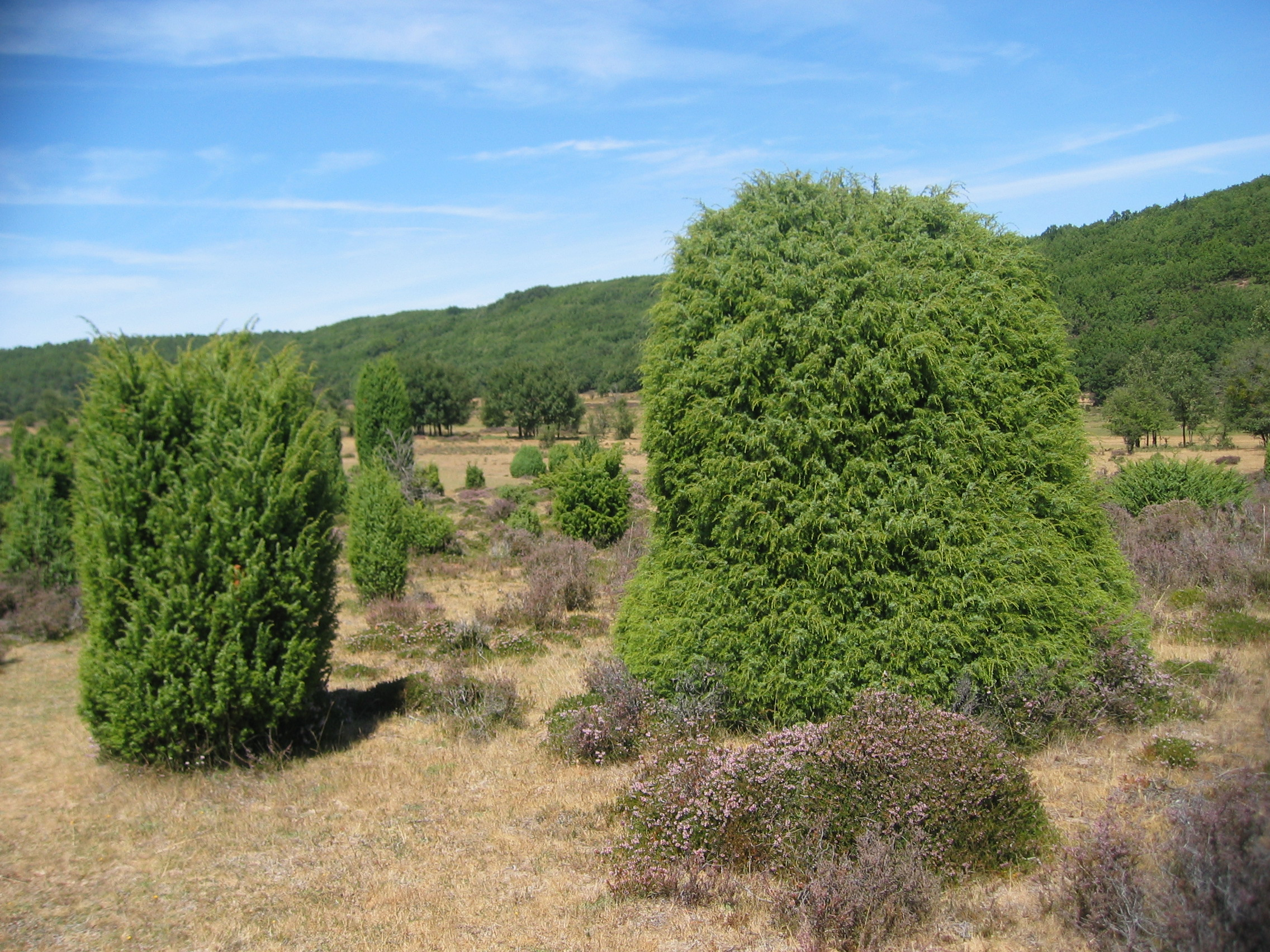
Enebros del entorno

Por lo tanto estamos hablando de una orografía fácil, cómoda, accesible para todos y en cualquier época del año, a excepción de aquellos espacios en los que la vegetación arbustiva va ganando terreno a las praderías, dehesas y bosques de robles. Es el enebro la especie vegetal dominante en estos pagos. Sus diferentes figuras y alturas salpican la comarca a modo de habitantes que buscan permanecer en el tiempo. Quizá por esta razón la Asociación Cultural que anima muchas de las actividades que hoy en día se realizan en Ayuela de Valdavia, recibe el nombre de Peña de los Enebros.

## Historia

### SigloXIX
Así se describe a Ayuela en la página 204 del tomo III del Diccionario geográfico-estadístico-histórico de España y sus posesiones de Ultramar, obra impulsada por Pascual Madoz a mediados del siglo XIX:

AYUELA

Villa con ayuntamiento en la provincia de Palencia (15 leguas), partido judicial de Saldaña (3), administración de rentas de Carrión de los Condes (6), audiencia territorial y capitanía general de Valladolid (22), diócesis de León (15).
Situada en un valle bastante ameno a la izquierda del río Avión, resguardada al N y E por el cerro denominado Manquilla y al S y O por otros 2 conocidos con los nombres de La Cuesta y Loma, que forman con el primero cordillera que desde el despoblado de Mazuelas llega al lugar de Tabanera. Los vientos septentrionales y occidentales son los que la baten con más frecuencia, dando origen lo frío de los primeros a tercianas, pulmonías y algunas fiebres pútridas.
Tiene 70 casas de irregular construcción y mal distribuidas interiormente formando calles tortuosas y sin empedrar; 1 pósito que cuenta 200 fanegas de trigo de fondo; 1 escuela de instrucción primaria, elemental incompleta, frecuentada por unos 30 alumnos 5 meses al año y dotada con 200 reales de propios, y 300 que por retribución pagan los padres de los niños.
1 iglesia parroquial (La Invención de San Esteban), situada fuera de la población con el cementerio inmediato; 1 ermita (San Juan) que sirve de ayuda de parroquia. Ambas iglesias las sirven 1 cura y 1 beneficiado patrimoniales; y 1 fuente de buenas aguas para el surtido de los vecinos y abrevadero de los ganados, con cuya sobrante se riega una huertecita.
Confina el término N con los de Cornoncillo y Villanueva de Abajo (1 hora); E Barriosuso y Buenavista (3/4); S Valderrábano (1/2), y O Tabanera (1/2), y Villasur (1).
Le baña, como dijimos, el río Avión, de poco caudal, pero de curso perenne en dirección de O a E. Se pasa por 2 puentes de madera y sus aguas se aprovechan para el riego de prados y campos y para 3 molinos harineros. También corre por él y fertiliza algunas tierras otro arroyo que baja del valle de Valcuende.
El terreno participa de monte y llano, es arcilloso, pedregoso, de miga y flojo. Se cultivan sobre 990 fanegas de las 3 clases, hallándose la propiedad muy dividida. Hay 2 bosques, uno de roble y otro de pino que proporcionan madera para la construcción de edificios y mucho combustible; y junto al río un soto de arbolado de fresno.
Todos los caminos son locales, carreteros y de herradura muy bien conservados. El correo se recibe por valija en Carrión y Saldaña; entra los lunes, miércoles y sábados, y sale los martes, viernes y domingos.
Producciones: trigo, cebada, avena, centeno, garbanzos, titos, hortaliza y lino; cría ganado vacuno, lanar y pocas cabezas de caballar y asnal; lobos, zorros, y caza de perdices y liebres; pesca de cangrejos, peces, alguna trucha y anguila.
Industria: 6 telares de lienzo ordinario y los molinos mencionados.
Comercio: extracción de lino para los mercados de Saldaña, Renedo y Soto-bañado.
Población: 29 vecinos, 152 almas.

Capital productivo: 47.000 reales. Imponible: 1.900.

## Geografía humana

### Demografía
Cuenta con una población de 53 habitantes (INE 2024).
| Gráfica de evolución demográfica de Ayuela entre 1842 y 2021                                                          |
| |
| Población de derecho según los censos de población del INE. Población de hecho según los censos de población del INE. |

| 1900 | 1910 | 1920 | 1930 | 1940 | 1950 | 1960 | 1970 | 1981 | 1991 | 2001 | 2014 |
| 279  | 302  | 307  | 256  | 266  | 262  | 255  | 177  | 88   | 79   | 85   | 55   |

### Comunicaciones
Desde Palencia podemos dirigirnos hasta Saldaña por la carretera CL-615. Atravesamos esta población sin salirnos de la carretera. A los tres kilómetros tomamos a la derecha la P-225 en dirección a Cervera de Pisuerga. Pasados 2 kilómetros del cruce de Valderrábano, accedemos a Ayuela de Valdavia por la carretera PP-2309 en tan solo 3 kilómetros.

## Vecinos ilustres
- Fray Antolín Merino de Bolea (1745-1830), religioso agustino, historiador y escritor español, editor de las obras de fray Luis de León.

## Cultura

### Fiestas
- San Esteban:

- 2 de agosto: noche de la hoguera
- 3 de agosto: día de San Esteban
- 4 de agosto: día de San Estebanillo

- Virgen de Rabanillo: fecha variable, domingo siguiente a la Natividad de la Virgen. Es una romería conjunta de tres poblaciones (Ayuela, Tabanera y Valderrábano). Se celebra en la ermita que lleva su nombre.

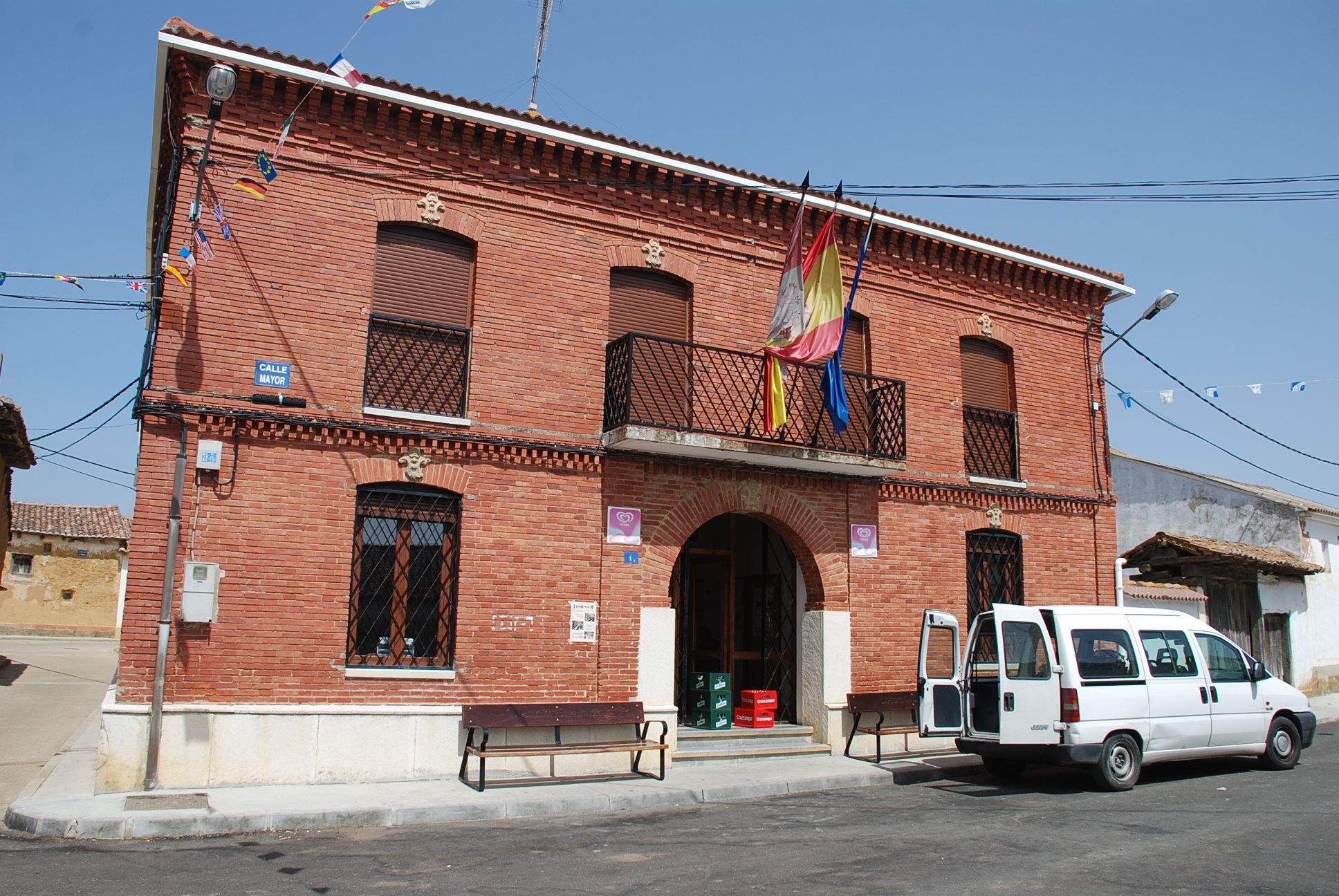
Ayuntamiento
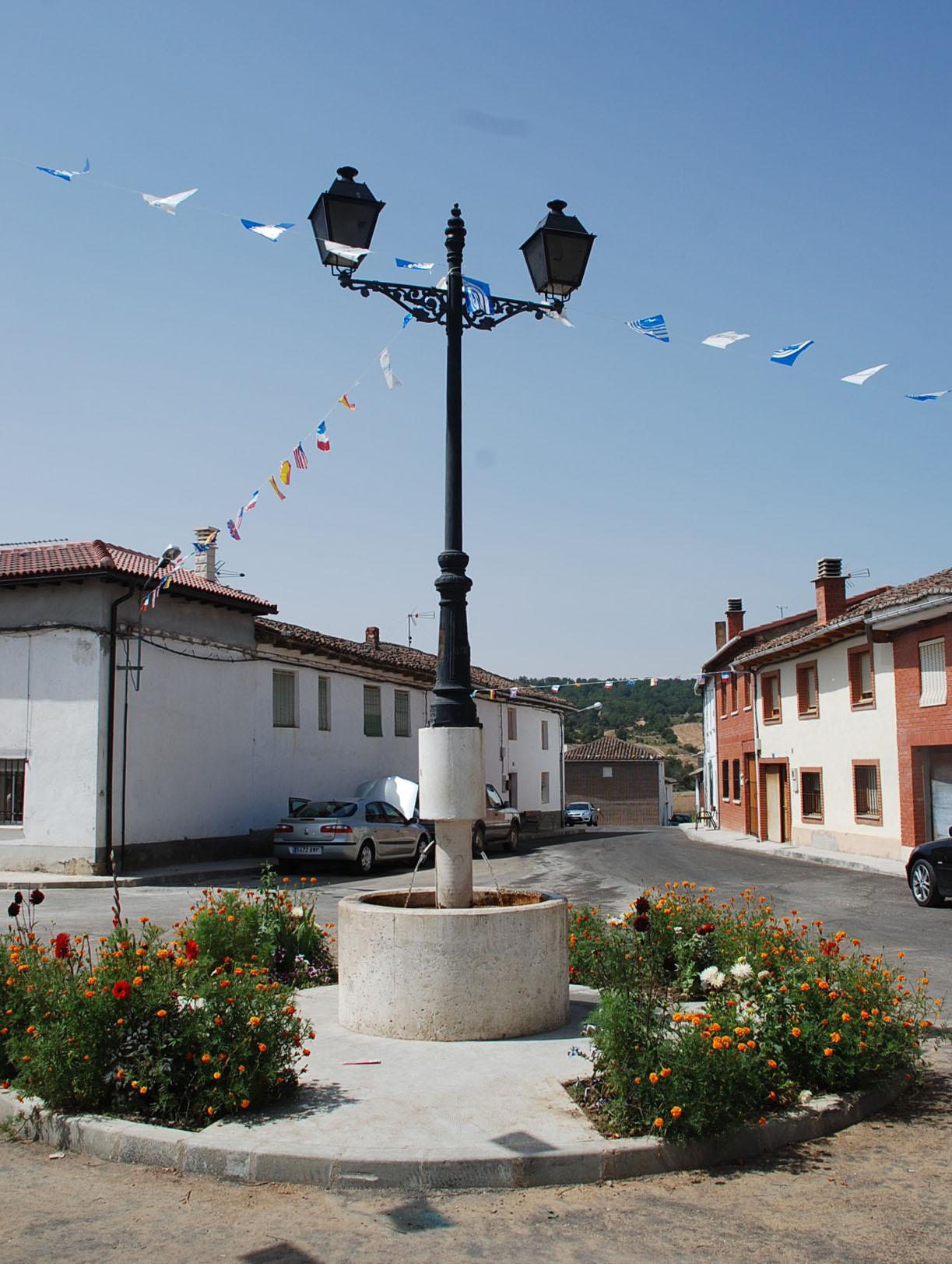
Fuente
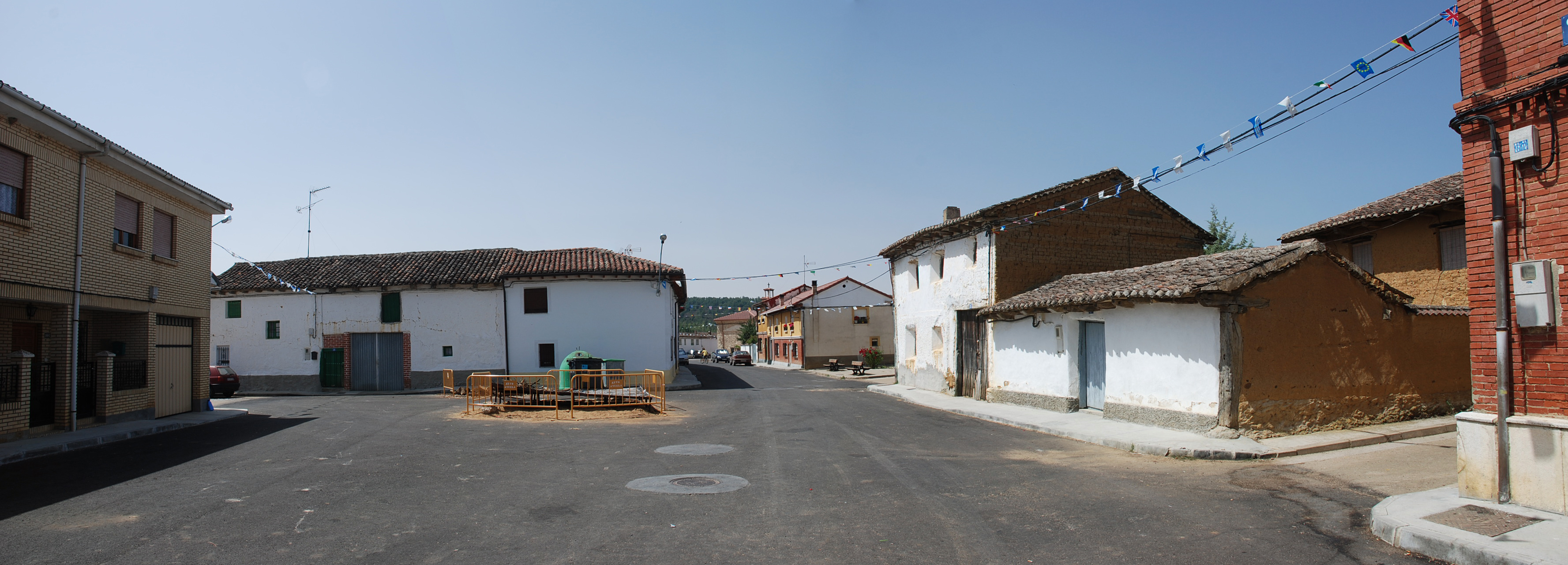
Plaza
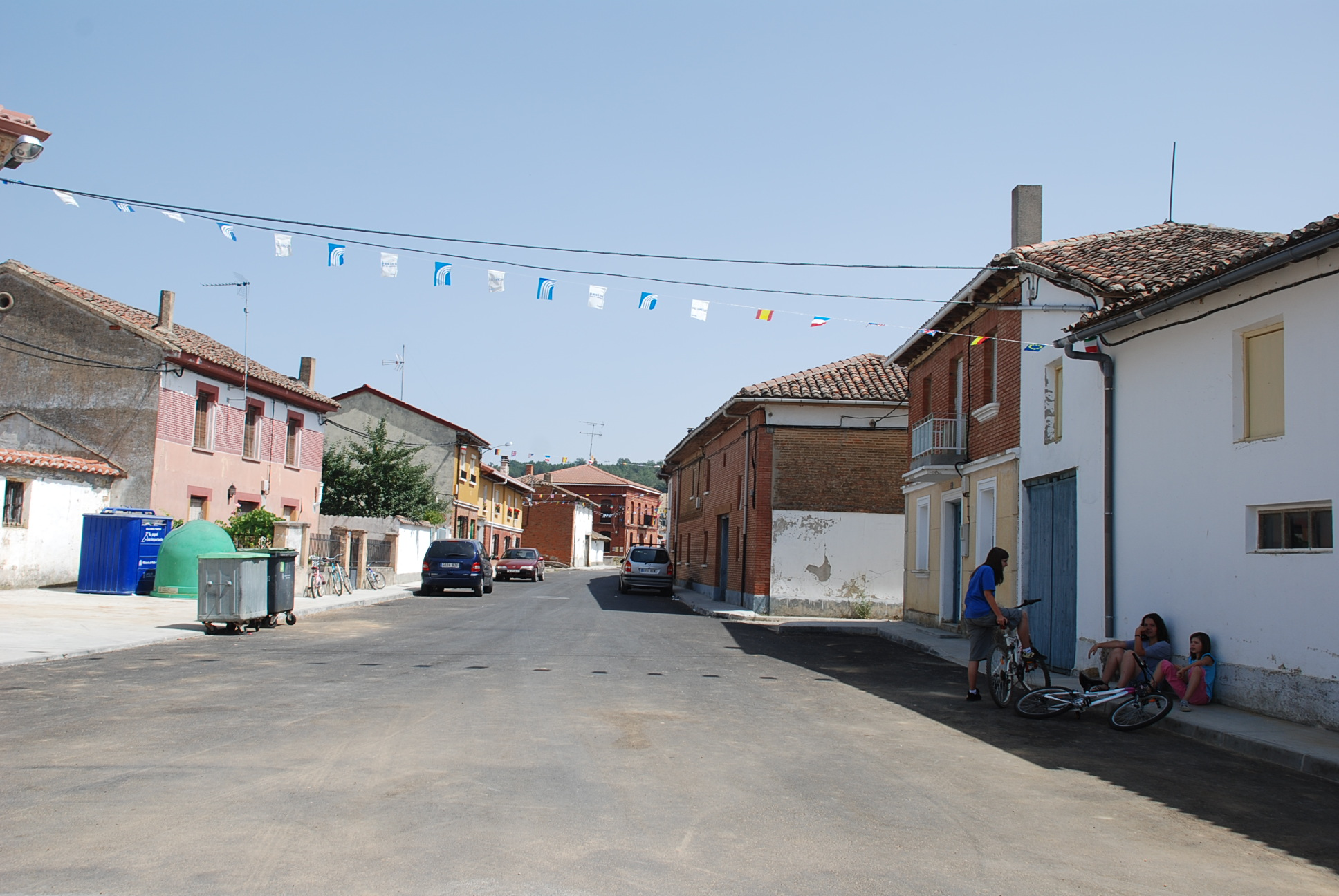
Calle Mayor